# Los sobrevivientes
Los sobrevivientes è un film del 1979 diretto da Tomás Gutiérrez Alea.